# マルク・トレホン
マルク・トレホン・モヤ（Marc Torrejón Moya, 1986年2月18日 - ）は、スペイン・バルセロナ出身の元サッカー選手。スペイン女子代表の歴代最多出場記録保持者であるマルタ・トレホンは妹。

## 経歴

### クラブ
RCDエスパニョールの下部組織出身である。2005-06シーズンはマラガCF Bにレンタル移籍し、35試合に出場した。2006-07シーズンにRCDエスパニョールに復帰するとエルネスト・バルベルデ監督にレギュラーとして起用され、主にダニエル・ハルケ（2009年に死去）とコンビを組んでエスパニョールの最終ラインを支えた。このUEFAカップでは10試合に出場し、決勝まで勝ち進んだが、スペイン勢同士の対戦となった決勝のセビージャFC戦はPK戦で敗れた。トレホンは5番目のキッカーとして登場し、PKを外した。2007-08シーズンはディフェンス陣最多の36試合に出場し、2008年1月20日のレアル・バリャドリード戦でプロ初ゴールを決めた。しかし、2008-09シーズンはRSCアンデルレヒトから移籍してきたニコラス・パレハにポジションを奪われ、さらに自身の怪我の影響もあって6試合の出場に終わった。
2009年7月19日、移籍金150万ユーロ（約2億円）の4年契約でラシン・サンタンデールへ移籍した。2009-10シーズンは同い年のエンリケと主にコンビを組み、チームのセンターバック陣最多の27試合に出場した。2010-11シーズンも引き続きDFラインの主軸として36試合に出場。10月31日のCAオサスナ戦では移籍後初ゴールを決めた。

### 代表
2009年に開催されたUEFA U-21欧州選手権ではスペイン代表の最終ラインを支えたが、グループリーグ敗退に終わった。